# Caitlin Wood
Caitlin Wood (Maitland, 15 januari 1997) is een Australisch autocoureur.

## Carrière
Wood begon haar autosportcarrière in het karting in 2008, waar zij tot 2012 in uitkwam. In 2013 maakte zij de overstap naar het formuleracing, waarin zij uitkwam in het Formule Ford-kampioenschap van de staat New South Wales. Van de zeven coureurs die deelnamen aan het kampioenschap, eindigde zij op de vijfde plaats.
In 2014 maakte Wood de overstap naar de Australische Formule Ford. Zij kende hierin een moeilijk seizoen en kwam enkel in de drie races op het Circuit Eastern Creek tot scoren. Met 3 punten eindigde zij op plaats 21 in het klassement. In 2015 werd het Australische Formule 4-kampioenschap de belangrijkste nationale opstapklasse; Wood reed hier tijdens drie van de zeven raceweekenden. Met een zesde plaats op de Sandown Raceway als beste klassering werd zij met 33 punten dertiende in de eindstand.
In 2016 maakte Wood de overstap naar Europa en debuteerde in de GT4 European Series bij het opleidingsprogramma van het team Reiter Engineering. Met twee negende plaatsen op het Circuit de Pau-Ville en Spa-Francorchamps als beste klasseringen werd zij zeventiende in het kampioenschap met 20 punten, alhoewel het team de race op Silverstone moest missen.
In 2017 kwam Wood voor Reiter uit in de Blancpain GT Series Sprint Cup naast de Finse coureur Marko Helistekangas. Na het eerste raceweekend op het Misano World Circuit Marco Simoncelli, waarin zij op de plaatsen 26 en 21 eindigden, werd het duo gepromoveerd naar de Blancpain GT Series Endurance Cup, waar zij een team vormden met Tomáš Enge. Vanwege het krappe budget nam het team enkel deel aan de races op het Circuit Paul Ricard en het Circuit de Barcelona-Catalunya. In de eerste race vielen zij uit, terwijl zij in de tweede race slechts op plaats 35 eindigden, waardoor zij het jaar puntloos afsloten.
In 2018 stapte Wood over naar de Europese Lamborghini Super Trofeo, waarin zij uitkwam voor het team MTech. Zij reed alleen in de eerste twee raceweekenden op het Autodromo Nazionale Monza en Silverstone, voordat zij de volgende twee evenementen miste nadat zij tijdens een training haar enkel brak. Tijdens het vijfde raceweekend op de Nürburgring keerde zij terug en behaalde met een zesde plaats haar beste klassering. Hierna was haar sponsorgeld op en bleef zij in het Verenigd Koninkrijk als rijderscoach aan de slag.
In 2019 werd Wood geselecteerd als een van de achttien coureurs in het eerste seizoen van de W Series, een kampioenschap waar enkel vrouwen aan deelnemen.